# Fengze
Fengze (chino: 丰泽区, pinyin: Fēngzé Qū?) es una ciudad distrito bajo la administración directa de ciudad-prefectura de Quanzhou en la provincia Fujian de la  República Popular China. 

## Administración
La ciudad-distrito de Fengze se divide en 8 Subdistritos:
- Xiuquan (泉秀街道)
- Fengze (丰泽街道)
- Donghu (东湖街道)
- Huada (华大街道)
- Qingyuan (清源街道)
- Chengdong (城东街道)
- Donghai (东海街道)
- Beifeng (北峰街道)